# Acacia hystrix
Acacia hystrix é uma espécie de leguminosa do gênero Acacia, pertencente à família Fabaceae.